# Последний лепесток (мультфильм)
Последний лепесток — мультипликационный фильм Романа Качанова, выпущенный студией «Союзмультфильм» в 1977 году.
Мультфильм снят по мотивам сказки писателя Валентина Катаева «Цветик-семицветик».
В фильме окружающий мир убедительно показан таким, каким его видит 5-6-летний ребёнок. Тонко передана детская психология и те моменты, когда маленький человек сталкивается с серьёзными «взрослыми» проблемами.

## Сюжет
В начале фильма девочке Жене мама велела сходить в магазин за баранками. По дороге в магазин девочка на пешеходном переходе считает ворон и случайно сталкивается с регулировщиком. На его жезле она считает количество цветов. Досчитавшись количество полос на «зебре», Женя читает вывески и считает окна, но потом встречает хромого мальчика Витю, читающего книгу. В магазине девочка покупает баранки, но в итоге некая уличная собака периодически съедает все баранки, и Женя бросается в погоню. Вскоре Женя оказывается возле цветника, случайно встречает добрую волшебницу, хозяйку собаки, и получает от неё волшебный цветок с семью разноцветными лепестками. Каждый лепесток, будучи оторванным, может исполнить любое её желание. Сначала Женя заблудилась, но потом вспомнила про цветок. Первый лепесток, зелёный, Женя тратит на возвращение домой с утерянной связкой баранок.
Дома Женя ставит цветок в мамину любимую вазу, но, засмотревшись на голубей и ворон и на то, как одна ворона уносит баранки, падает со стульев и разбивает вазу вдребезги. На восстановление Женя тратит розовый лепесток. Зашедшая в комнату мама Жени отправляет дочь на улицу.
Во дворе мальчики играли в Северный полюс, но Женю не приняли, мотивируя это тем, что девочек туда «не берут». Женя решила побывать на настоящем Северном полюсе и истратила на это красный лепесток. Очутившись на вышеупомянутом полюсе, Женя мёрзнет от холода, а на носу оказывается сосулька. Её стоны слышат белые медвежата и согревают девочку шапкой, шарфом и варежкой. Женя тратит голубой лепесток, чтобы вернуться к себе во двор. Там она доказывает мальчишкам своё пребывание на Северном полюсе, но ей снова не верят.
Далее Женя видит, как девочки играют со своими игрушками, от зависти отрывает оранжевый лепесток и желает, чтобы у неё были все игрушки мира. Это желание оказалось настолько нелепым, что все игрушки стали преследовать девочку; забравшись на крышу дома, она использует синий лепесток, чтобы избавиться от игрушек.
В конце концов у Жени остаётся один неизрасходованный жёлтый лепесток, и она думает, на что его потратить — на мороженое или на газированную воду с сиропом, когда неожиданно узнаёт, что мальчик Витя, с которым она познакомилась накануне, всё время сидит на скамейке не потому что не хочет гулять и играть, а потому что ходит на костылях. Тогда Женя сначала пытается поиграть с ним в догонялки, отняв у него книгу, но потом, когда Витя уходит, отрывает последний лепесток и просит чуда — чтобы Витя выздоровел. Это желание приносит девочке искреннюю радость, так как она не только совершает доброе дело, но и обретает друга. В конце Женя и Витя играют в догонялки.

## Создатели
- Автор сценария и Режиссёр: Роман Качанов
- Художники-постановщики: Елена Пророкова, Константин Карпов
- Художники: Инна Заруба, Дмитрий Анпилов, Пётр Коробаев, Ирина Литовская, Всеволод Максимович, Надежда Назарова, Т. Цыганкина
- Художники-мультипликаторы: Виктор Лихачёв, Рената Миренкова, Владимир Арбеков, Александр Панов, Олег Сафронов, Марина Рогова, Виктор Шевков, Леонид Каюков
- Оператор: Борис Котов
- Директор картины: Фёдор Иванов
- Монтажёр: Любовь Георгиева
- Композитор: Геннадий Гладков
- Звукорежиссёр: Борис Фильчиков
- Ассистенты: Зинаида Плеханова, Анна Горева, Майя Попова
- Редактор: Наталья Абрамова
- Роли озвучивали:
  - Ольга Громова — Женя
  - Мария Виноградова — Витя
  - Владимир Гуляев — милиционер
  - Люсьена Овчинникова — мама Жени
  - Нина Зорская — старушка
  - Тамара Дмитриева — мальчик в валенках, собравшийся на Северный полюс
  - Агарь Власова — 2-й мальчик, собравшийся туда же